# Bataille de Gour Amba
Batailles du Zemene Mesafent
Batailles
La bataille de Gour Amba se déroule le 27 novembre 1852. La victoire de Cassa met définitivement un terme au pouvoir des Galla en Éthiopie. entre les forces de Kassa Hailou, futur Negusse Negest Téwodros II, et son ancien patron, Goshou Zewde du Godjam. Ce dernier perd la vie au cours de l'affrontement. Ce succès marque le début d'une série de batailles conduisant Téwodros sur le trône impérial.